# الفساد في كولومبيا

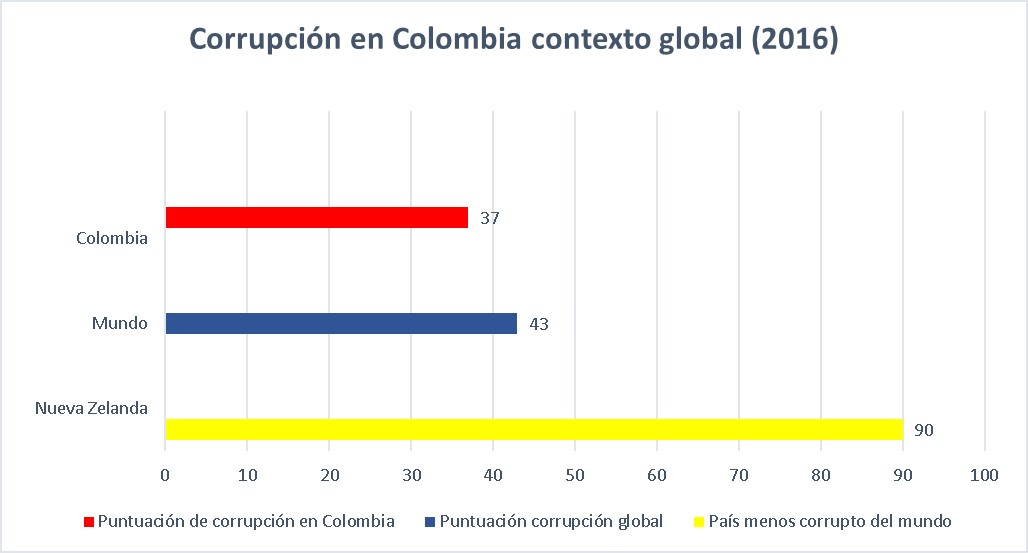

الفساد في كولومبيا هو مشكلة متفشية على جميع المستويات الحكومية، ويعاني الجيش وقوى الشرطة من الفساد أيضًا. وقد بدأ المجتمع الكولومبي بكامله يكون وعيًا وثقافة عامة حول هذا الفساد.
وجد استطلاع عام 2010 لمقياس الفساد العالمي أن المؤسسات التي تعتبر أكثر فسادًا في كولومبيا هي الأحزاب السياسية والبرلمان، يليها الشرطة والمسؤولون العامون والقضاء والجيش.
أما مؤشر الفساد التابع لمنظمة الشفافية الدولية لعام 2017، واستنادًا إلى ملاحظات الخبراء ورجال الأعمال حول الفساد في القطاع العام، فيصنف البلاد في المرتبة 96 من أصل 180 دولة.
وقد ساهمت عوامل مختلفة في الفساد السياسي في كولومبيا، بما في ذلك: تهريب المخدرات، وحرب العصابات والصراعات شبه العسكرية وضعف الرقابة والتنظيم ضمن المؤسسات وتهديد ومضايقة كاشفي الفساد واللامبالاة الكبيرة من قبل المجتمع في معالجة السلوك غير الأخلاقي.
تحتاج الحكومة باستمرار إلى أن تتخذ خطوات لقياس وخفض مستويات الفساد على جميع الأصعدة من خلال سياسات مكافحة الفساد. قاد القطاع الخاص المبادرات من أجل تسهيل وتشجيع أنشطة الأعمال.

## تاريخ الفساد
ممارسات الفساد التي تعصف بالسياسة والنظام القضائي متأصلة بشكل جزئي في الإرث الاستعماري للاحتلال الإسباني، إذ تُعرف الإمبراطورية الإسبانية ببيروقراطية فاسدة وغير منظمة، نقلتها إلى مستعمراتها، بما في ذلك كولومبيا. المحاكم الأولى التي أنشأها الإسبان في أمريكا عرفت أيضًا بكونها فاسدة وغير فعالة، فعلى سبيل المثال، ورثت كولومبيا النظام القانوني غير الناجع وغير الموثوق به، والذي فشل في ضمان حقوق الملكية الخاصة من أجل تشجيع الاستثمار الاقتصادي. وكانت إحدى الطرق الأساسية التي مكنت النخب الاستعمارية من كسب ثروة من خلال شغل مناصب مهمة في البيروقراطية القضائية للمستعمرة وبالتالي الاستحواذ على الإيجارات.

## آثار الفساد
بين عامي 1989 و1999، أشارت التقديرات إلى أن الفساد في كولومبيا كلف الدولة 1% من الناتج المحلي الإجمالي سنويًا، بالإضافة إلى التكلفة الاقتصادية للفساد. وتأثرت جوانب أخرى من المجتمع الكولومبي بهذا الأمر، إذ فقد السياسيون والحكومة الكولومبية مصداقيتهم، وانتشر الإحباط في المجتمع بشكل واسع وفُقد الاهتمام بالمشاركة السياسية.
و أشارت دراسات حديثة للسلوك الإجرامي في البلاد إلى أنه بينما ينمو معدل الجريمة سنويًا بنحو 39.7%، ارتفع في المقابل السلوك الإجرامي من قبل المسؤولين في الحكومة المحلية والوطنية بنسبة 164.1%، وعلى الرغم من هذه الزيادة، إلا أنها لا تقابل بإدانات قضائية، وارتفعت مستويات الفساد الإداري كثيرًا عام 2011 بحيث طغت على التقارير الإعلامية لمثل هذه الجنايات على قصص الإرهاب أو النزاع المسلح.
وقيمت دراسة أجريت عام 2005 ونشرتها منظمة الشفافية من أجل كولومبيا مؤشر نزاهة الحكومات والجمعيات والمراقبين على مستوى إدارات كولومبيا، وخلصت إلى أن أيًا من تلك الهيئات التابعة قد سجلت مستوًا جيدًا من النزاهة. إذ إن 51% كانوا عرضة لمستويات عالية أو عالية جدًا من الفساد.
يتركز الفساد المعاصر في كولومبيا غالبًا على مستوى الأعمال بين السياسيين والمسؤولين مع المقاولين والشركات الخاصة، وقد أدى تراجع السلوك الأخلاقي بين الأفراد أو المنظمات والسياسيين إلى ثقافة معروفة في كولومبيا باسم سيرروتو أو «المنشار»، إذ أصبح من المعتاد تقريبًا أن يقوم الأفراد برشوة السياسيين من أجل منح العقود. وتأتي مصادر الفساد الأخرى نتيجة لخصخصة المؤسسات الحكومية التي يستخدم الأفراد فيها الأرباح من أجل بناء ثرواتهم الخاصة.
ووفقًا لمنظمة الشفافية من أجل كولومبيا، فإن البلاد تحتل المرتبة 70 في مؤشر ملاحظة الفساد. ومع ذلك فإن مشكلة الفساد هي أولوية قصوى أكثر من العنف فقط بالنسبة إلى 2.9% من الأشخاص الذين جرت لقاءات معهم، أما العنف فهو أولوية قصوى بالنسبة إلى 31.49%، وللبطالة أيضًا أولوية عالية بنسبة 20.7%.
وفقًا لدراسة أجرتها جامعة «إكستراندو دي كولومبيا» يعد الفساد أحد العوامل الرئيسية التي تجعل ممارسة الأعمال التجارية صعبة في كولومبيا. ويعتقد 91% من رجال الأعمال أن بعض أصحاب الأعمال يقومون بدفع الرشاوى. ويقول 16.92% إن رجل الأعمال سيقوم بعرض رشوة، ومن بين 28.4% من رجال الأعمال الذين طلب إليهم دفع المال أو تقديم الخدمات من قبل مسؤول حكومي، فقط 8.52% أبلغوا عن ذلك للسلطات بطريقة فعالة.

## الفساد السياسي
ازدادت مستويات الفساد الحالية بشكل مطرد منذ عام 2009 وتستمر بالتفاقم، إذ يكشف المدعي العام والمراقب أن هناك فسادًا على جميع مستويات الحكومة تقريبًا، من المستوى المحلي إلى المستوى الوطني. ففي سبتمبر 2009 جرى التحقيق مع 48000 مسؤول حكومي، بينهم 800 رئيس بلدية و30 محافظًا بتهمة الفساد، ولم تقتصر قضية الفساد على حزب سياسي واحد، وكانت الاتهامات بالفساد تمتد لتشمل الطيف السياسي كاملًا، من جناح المحافظين اليمينيين في الحزب الاجتماعي للوحدة الوطنية إلى الجناح اليساري في حزب القطب الديمقراطي البديل.
عدم قدرة المجتمع على معالجة العديد من حالات الفساد في كولومبيا ينبع من الحصانة المعروفة: نسبة صغيرة فقط من المسؤولين الذين يُحقق معهم بتهمة الفساد يتعرضون لعواقب قانونية. بالإضافة إلى ذلك، يصعب على النظام القضائي التعامل مع العديد من التحقيقات على المستويات الأدنى. وفوق ذلك، فإن السياسيين يتجنبون مقاضاتهم عبر المناورات السياسية والثغرات القضائية، وأحيانًا تحت حماية أحزابهم السياسية، ومثال على ذلك، محاولة الحزب الاجتماعي للوحدة الوطنية تمرير مشروع قانون من شأنه حماية سياسييه المتورطين في فضيحة بارابوليتيكس. 
الفساد في كولومبيا هو نتيجة تعايش طويل بين تهريب المخدرات واندفاع أفراد المجتمع لتحقيق ثروة سهلة، ما يجعل كل جانب من جوانب المجتمع عرضة للفساد، من السياسة إلى الزراعة والرياضة.

### الفساد ضمن المؤسسات
كانت العديد من المؤسسات في كولومبيا عرضة للفساد الإداري، ومن الأمثلة على المؤسسات الكبيرة التي تغطي الصناعات وشاركت في قضايا الفساد الكبرى، ما يلي: (فيروفياس-الإدارة الوطنية للسكك الحديدية)، (كابريكوم-الرعاية الصحية)، (فونكولبويرتوس-هيئة الموانئ)، (تيرموريو-الطاقة)، (دراكاكول-الهندسة المدنية)، (شيفور ريسيرفوار-إمدادات المياه)، وعقود مع شركات أجنبية مثل آي سي إيه المكسيكية لتعبيد الشوارع في بوغوتا.

### الفساد على مستوى البلديات
تتزايد مستويات الفساد على المستوى المحلي (البلدات والمدن) منذ عام 1990 مقارنة بمستويات الفساد على المستوى الوطني.

## الفضائح السياسية
ترتبط الفضائح السياسية في كولومبيا غالبًا بالصراع الدائر هناك منذ خمسين عامًا.
- العملية 8000، وهي قضية جرى التحقيق القانوني في أحداثها التي وقعت في منتصف التسعينيات، عندما اتُهم رئيس كولومبيا، إرنستو سامبر، بتلقي أموال من تجار المخدرات الكبار في حملته الانتخابية.[13]
- كشفت فضيحة بارابوليتيكس في كولومبيا، التي ظهرت لأول مرة في عام 2006، عن صلات بين السياسيين والقوات شبه العسكرية، وكان أنصار حكومة ألبارو أوريبي جزءًا من هذه الفضيحة.
- فضيحة يديسبوليتيكس، الناجمة عن تصريحات الممثلة الكولومبية السابقة يديس مدينا، التي تدعي فيها أن الحكومة الكولومبية عرضت عليها وظائف مهمة وأموالًا إذا صوتت للموافقة على إعادة انتخاب أوريبي.[14][15]
- فضيحة داس عام 2006، التي قام فيها القسم الإداري للإدارة الأمنية للأمن التي انتهت صلاحيتها بالتنصت على الهواتف وخطوط الاتصال الأخرى لقضاة المحكمة العليا والقضاة وأعضاء مجلس الشيوخ والصحفيين وغيرهم من الشخصيات البارزة التي يُنظر إليها على أنها معارضة لإدارة ألبارو أوريبي.
- فضيحة ديان 2011 (مكتب الضرائب والجمارك) التي حبك فيها الموظفون الإداريون طرقًا لسرقة ملايين الدولارات من دافعي الضرائب الكولومبيين من خلال نظام معقد من الشركات المزيفة والثغرات القانونية.[16]
- في عام 2011، أساء عدد من رؤساء البلديات في الإدارات المختلفة استخدام الأموال التي كان من المفترض أن تساعد الكولومبيين الذين تأثروا بالفيضانات. بدلاً من استخدام هذه الأموال للضحايا، استخدم هؤلاء المسؤولون الأموال للحملات السياسية والشؤون الشخصية.[17]
- في سبتمبر 2011، أُدين رئيس بلدية بوغوتا صموئيل مورينو بتهمة ارتكاب مخالفات في العقود المبرمة مع شركات خاصة، بموجب فضيحة سميت بالعقد الدائري من قبل وسائل الإعلام.[18]
- في فبراير 2014، كشف عن شبكة فساد ضخمة داخل الجيش الكولومبي. قام ضباط عسكريون رفيعو المستوى بسرقة أموال وأخذوا رشًا من أجل منح العقود. أخذ بعض كبار الضباط الرشاوى حتى 50% من تكلفة العقود التي منحوها. عناصر أخرى من الجيش كانت تأخذ الأموال التي كان من المفترض أن تستخدم في الإمدادات العسكرية.[19]
- في فبراير 2018، سربت محكمة العدل العليا ملفات صوتية تحدث فيها الرئيس السابق ألبارو أوريبي مع خوان غييرمو فيليغاس، الذي جرى التحقيق معه في قضية شبه عسكرية، حول التلاعب بالشهود في قضية ضد إيفان سيبيدا وهو سيناتور كولومبي. عرف أوريبي أنه عرضة للتنصت، ويقول حرفيًا «أبناء العاهرة ينصتون إلى هذه المكالمة».[20]